# Codice fiorentino
Il cosiddetto Codice Fiorentino è l'ultima redazione, l'unica bilingue (spagnolo e nahuatl), della Historia universal de las cosas de Nueva España, scritta da frate Bernardino de Sahagún.

## Storia e descrizione
Il frate giunse in Messico nel 1529 e dal 1559 iniziò a raccogliere delle testimonianze indigene. Nel 1569 probabilmente terminò la stesura della prima redazione, mentre il codice che possediamo attualmente venne riscritto negli anni 1576-1577. Inizialmente fu inviato a Martín Enríquez de Almansa, viceré della Nuova Spagna, ma il re Filippo II ne dispose il sequestro nel 1577, non restituendolo più al religioso nonostante le sue insistenze.
In quegli anni si stava combattendo la guerra di conquista del Portogallo e il granduca di Toscana Francesco I stava offrendo al re spagnolo un grande aiuto economico e militare. Per questo Filippo II, conoscendo anche la passione per le scienze naturali e le curiosità provenienti da mondi lontani del suo alleato, regalò a Francesco I il manoscritto di Sahagún, anche come approvazione per la sua decisione di sposarsi pubblicamente con Bianca Cappello il 12 ottobre 1579. Il codice è dunque chiamato "fiorentino" perché è tuttora conservato nella Biblioteca Medicea Laurenziana di Firenze, anche se l'interesse per quest'opera si è risvegliato soltanto di recente.
La Historia universal de las cosas de Nueva España, titolo probabilmente spurio, si compone di dodici volumi: i libri I, II e III trattano degli dei aztechi; i libri IV, V e VII di astrologia e divinazione; i libri VIII, IX e X descrivono la società e la vita quotidiana azteca; il libro XI descrive gli animali, le piante ed i minerali del Messico. Infine, i libri VI e XII non rientrano pienamente nel piano dell'opera originario dell'autore. Sahagún vi riporterà del materiale che aveva raccolto prima di iniziare a lavorare alla Historia, ovvero gli huehuetlatolli ("Parole degli anziani"), un insieme di modi di dire che costituivano una sorta di filosofia morale degli Aztechi - libro VI - e la versione indiana del racconto della conquista.
Sebbene Sahagún non rinneghi mai il valore morale della conversione al Cristianesimo delle popolazioni indigene, espresse nella Historia numerose critiche al disordine sociale introdotto dalla conquista spagnola nella Nuova Spagna. Per questa ragione fu vietata la lettura e la pubblicazione del manoscritto con ordinanza regia e l'opera sarà pubblicata soltanto nel XIX secolo.

## Collegamenti esterni

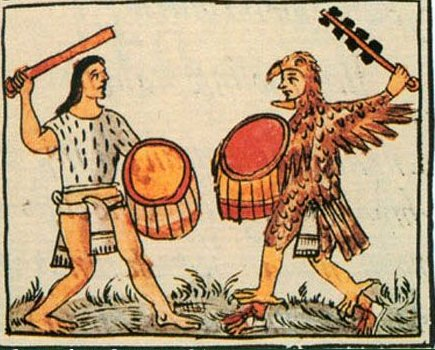
Una miniatura del Codice Fiorentino
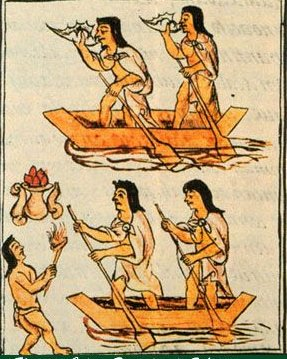
Una miniatura del Codice Fiorentino
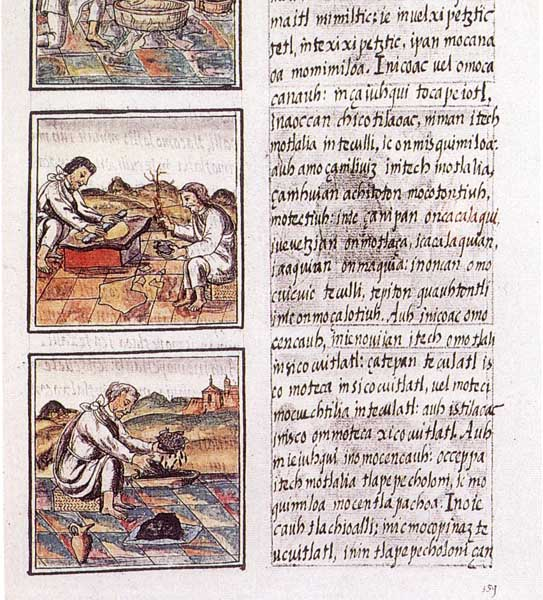
Pag 51 del libro IX del Codice Fiorentino (testo in nahuatl)